# Sistrans
Sistrans is een gemeente in het district Innsbruck Land van de Oostenrijkse deelstaat Tirol.
- Inwoneraantal: 1793 (2003)
- Oppervlakte: 7,9 km²
- Ligging: 919 m boven zeeniveau

Sistrans ligt ten zuidoosten van Innsbruck op een middelgebergteterras. Het hoofddorp, dat ten oosten van Lans ligt, heeft een typisch agrarisch karakter, maar vanwege de nabije ligging van Innsbruck heeft het dorp een grote bevolkingstoename gekend en is het een echte woongemeente geworden.

## Geschiedenis

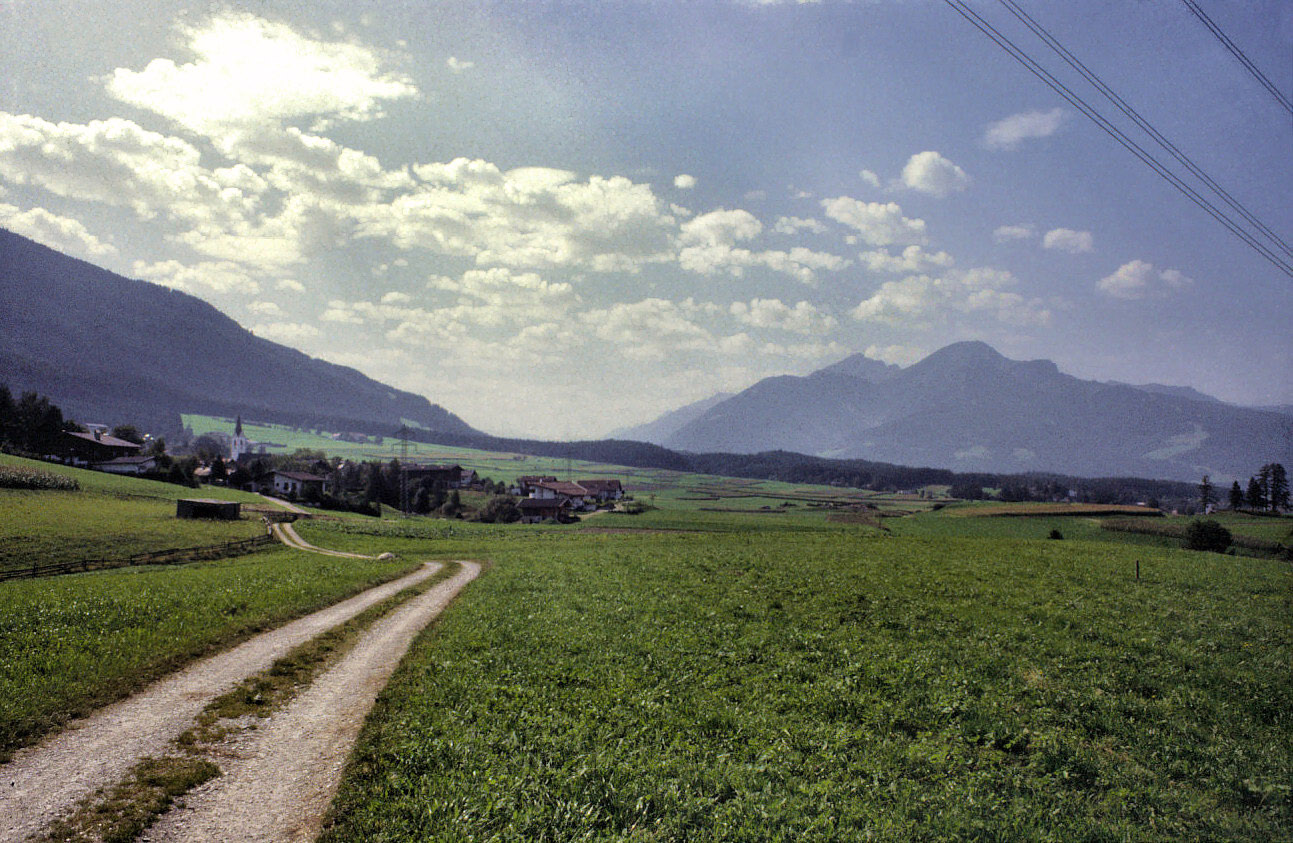
Blik op Sistrans

De oudste vondsten van een nederzetting op de plek van Sistrans stammen uit de 12e eeuw voor Christus. Zo zijn er grafvondsten gedaan uit de bronstijd. Tussen 1050 en 1065 is het dorp voor het eerst opgenomen in een officieel document. De parochiekerk werd in 1339 al vermeld. In 1705 kreeg deze kerk een nieuw altaar, in 1718 werd de toren gerenoveerd, in 1727 volgde een uitbreiding en vanaf 1741 werden er Barokke elementen aan de kerk toegevoegd. Tot 1785 behoorde Sistrans tot de parochie Patsch, daarna scheidde het hiervan af en werd het een zelfstandige parochie.